# Владовско праисторическо селище
Владовското праисторическо селище (на гръцки: Προϊστορικός οικισμός Άγρας) е праисторическо селище край воденското село Владово (Аграс), Гърция.
Развалините на селището са разположени западно от Владово. Представлява праисторическа селищна могила от бронзовата епоха и некропол от желязната епоха. През района минава римският път Виа Егнация.
В 1995 година селището е обявено за паметник на културата.